# Krčmy
Krčmy (Duits: Kretscham, Kretscham bei Kriwsudow of Kretscham bei Tschechtitz) is een Tsjechische plaats in de gemeente Čechtice, regio Midden-Bohemen, en maakt deel uit van het district Benešov. Het dorp ligt op 4,5 kilometer afstand van Čechtice.
Krčmy telt 2 inwoners (2021).

## Geschiedenis
De eerste schriftelijke vermelding van het dorp dateert van 1873
In 1960 werd Krčmy, samen met Čechtice, ingedeeld bij het district Benešov.

## Verkeer en vervoer

### Autowegen
Er leidt een regionale weg naar het dorp.

### Spoorlijnen
Er is geen station in Krčmy. Het dichtstbijzijnde station is in Zdislavice, op zo'n 14,5 kilometer afstand. Dat station ligt aan de spoorlijn van Benešov naar Vlašim.

### Buslijnen
Er is geen bushalte in of bij het dorp. De dichtstbijzijnde bushalte is in Černičí, op zo'n zes kilometer afstand. Daar halteren de volgende lijnen:
| Halte             | Lijn(en)    | Traject(en)                                                             | Vervoerder(s)                          |
| ----------------- | ----------- | ----------------------------------------------------------------------- | -------------------------------------- |
| Čechtice, Černičí | 842 843 846 | Dolní Kralovice - Vlašim Vlašim - Čechtice Čechtice - Ledeč nad Sázavou | CŠAD Benešov CŠAD Benešov CŠAD Benešov |

## Galerij

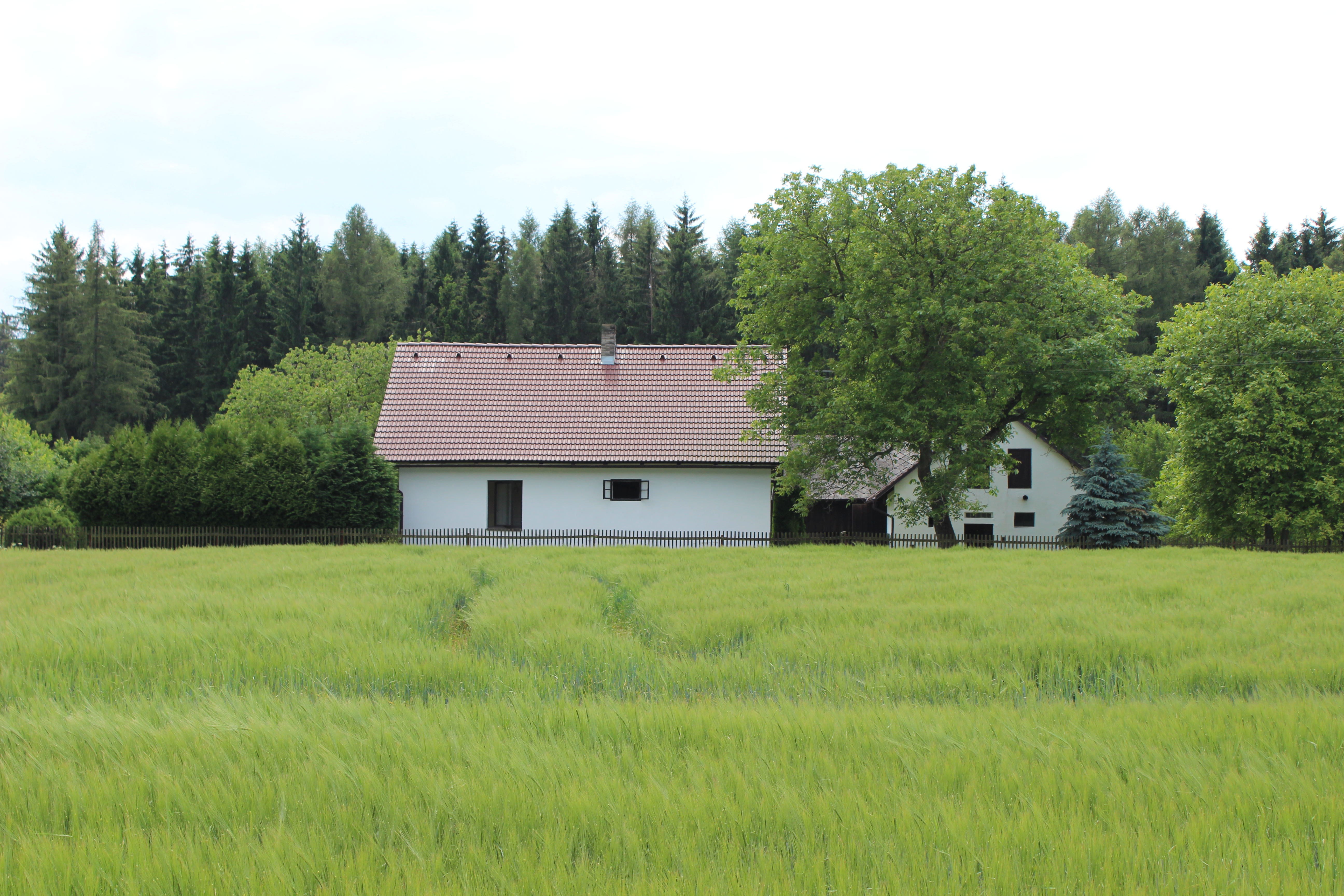
Huis in het dorp (2014)
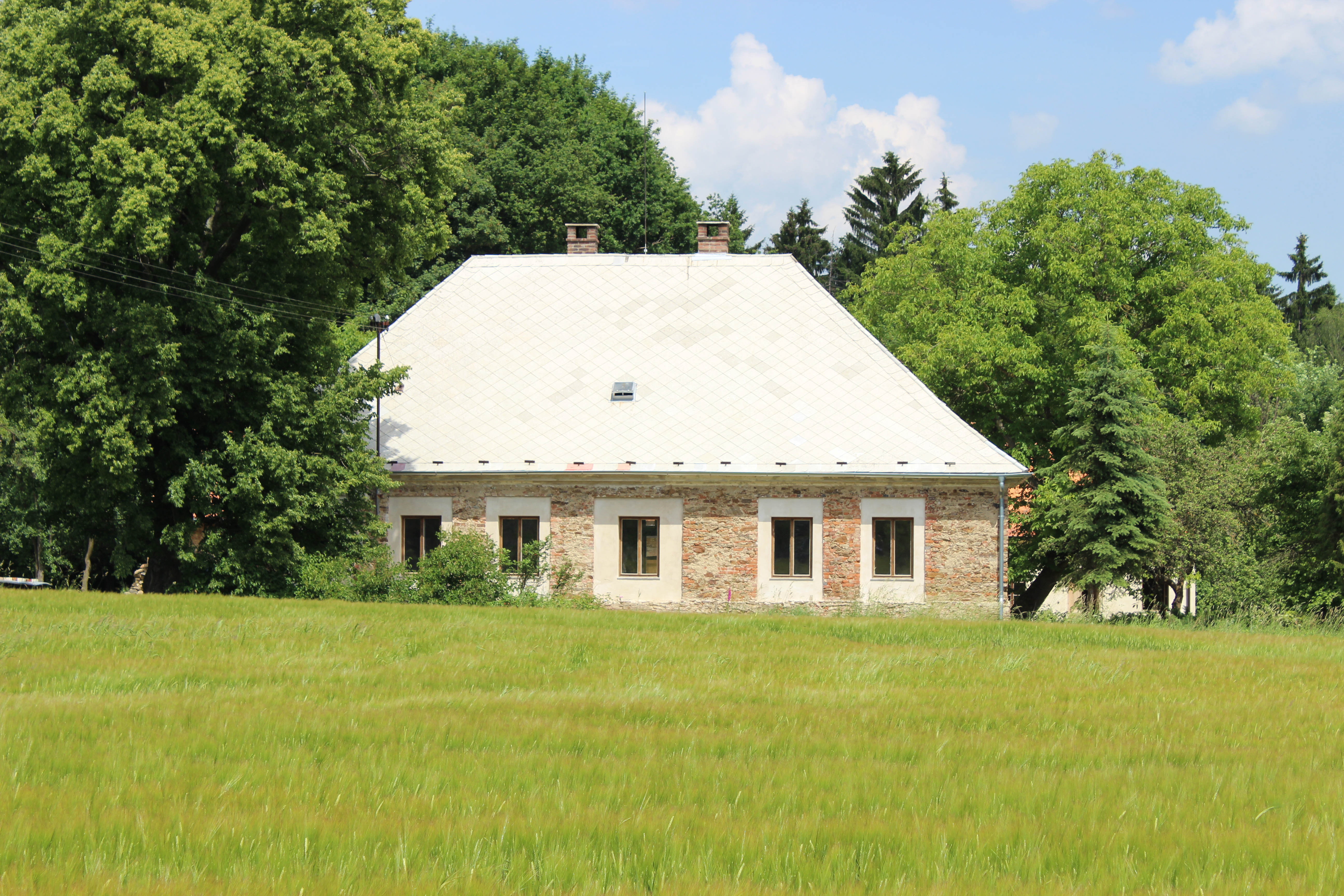
Huis in het dorp (2014)